# Giovanni Giacomo Millo

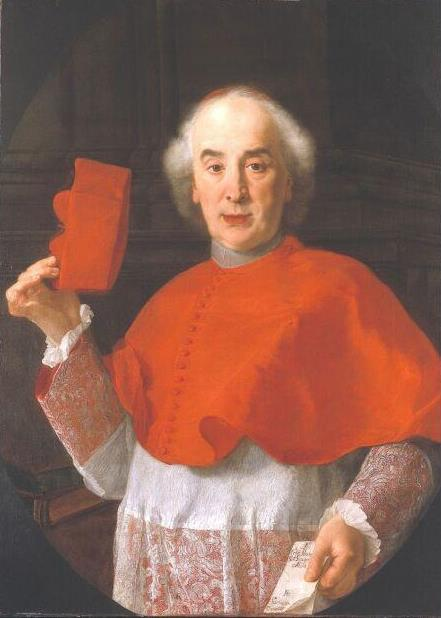
Giovanni Giacomo Kardinal Millo (Gemälde v. Gaspare Traversi, 18. Jahrhundert)

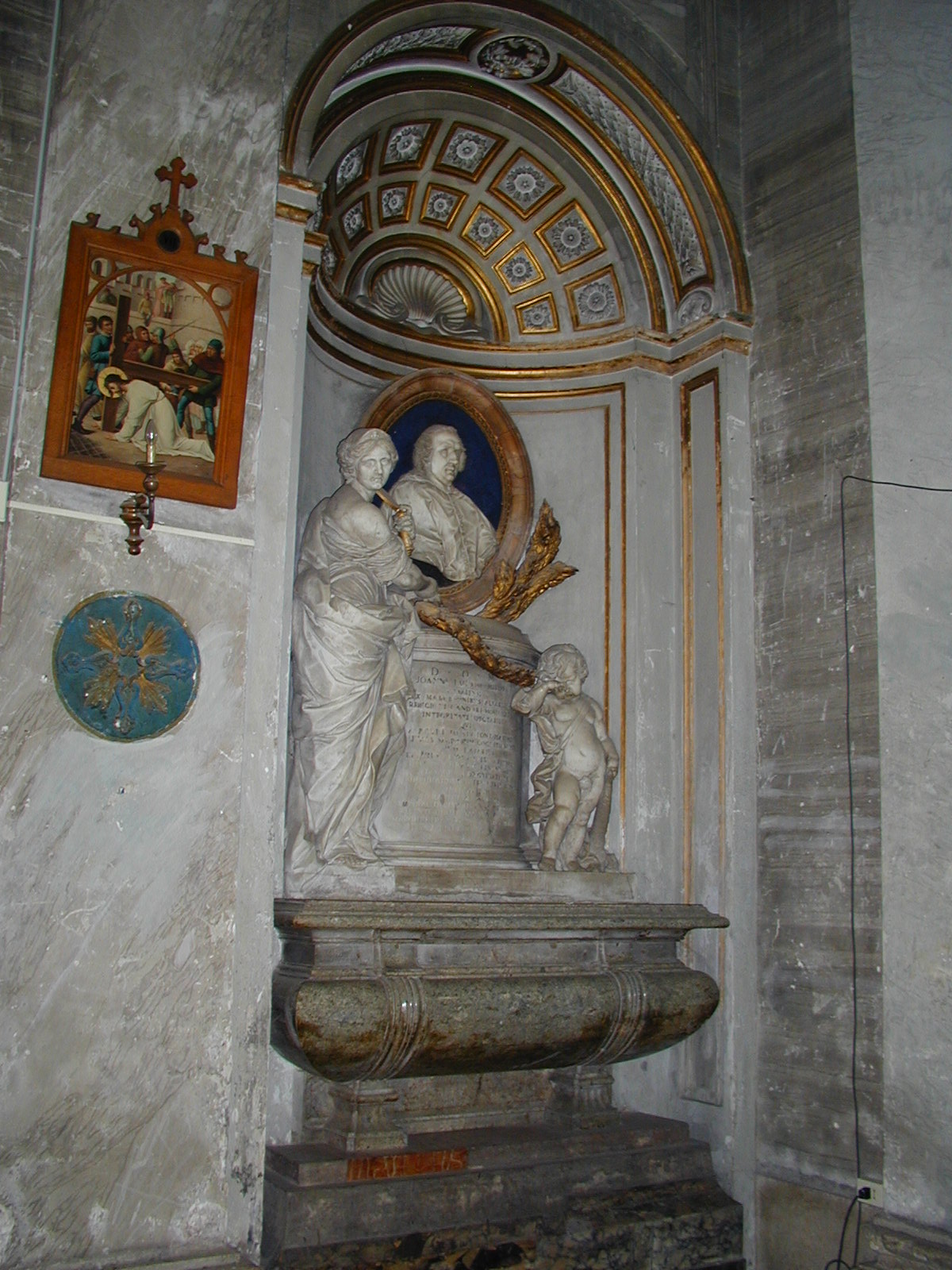
Grabmal in der Kirche San Crisogono, Rom

Giovanni Giacomo Millo, auch Giangiacomo Millo, Gian Giacomo Millo, Milio oder Millus (* 16. Juni 1695 in Casale Monferrato; † 16. November 1757 in Rom) war ein italienischer Kardinal der Römischen Kirche.

## Leben
Giangiacomo Millo stammte aus dem Adelsgeschlecht der Markgrafen von Tubine und von Altare und war das zweite Kind von Francesco Bartolomeo Millo, Marquis von Altare, und dessen zweiter Ehefrau Ottavia Civalieri. Seine Geschwister waren Federico Gaetano, Doralice und Francesco. Er studierte die Rechte in Rom an der Accademia de’ Pizzardoni unter Prospero Lambertini, dem späteren Papst Benedikt XIV., der sein Freund und Förderer wurde. Im Jahre 1716 findet er sich als Student der Päpstlichen Diplomatenakademie.
Über seine Priesterweihe gibt es keine näheren Informationen. Im Jahre 1727 war er Generalvikar von Prospero Lambertini, der zu jener Zeit Erzbischof von Ancona war, ebenso 1731, als jener Erzbischof von Bologna war. Nach seiner Wahl zum Papst holte Benedikt XIV. ihn nach Rom, wo er in verschiedenen kurialen Ämtern diente. Von 1743 bis zu seinem Tode war Giovanni Giacomo Millo Päpstlicher Archivar.
Im Konsistorium vom 26. November 1753 erhob Benedikt XIV. ihn zum Kardinalpriester mit der Titelkirche San Crisogono. Vom 16. Dezember 1756 bis zu seinem Tode war er Präfekt der Kongregation für das Tridentinische Konzil. Zudem war er Kommendatarabt des Klosters San Michele della Chiusa.
Giovanni Giacomo Millo starb am 16. November 1757 eines plötzlichen Todes. Er wurde in seiner Titelkirche beigesetzt.